# Jacques Georges
Jacques George (Saint-Maurice-sur-Moselle, 30 maggio 1916 – Saint-Maurice-sur-Moselle, 25 febbraio 2004) è stato un dirigente sportivo francese e presidente dell'UEFA.

## Biografia
Laureatosi all'HEC Paris, durante la sua carriera dirigenaziale è stato Presidente della Federcalcio Francese dal 1968 al 1972 e, ad interim, dal novembre 1993 al febbraio 1994, in seguito alla mancata qualificazione della Francia ai Mondiali 1994.
A livello europeo è stato eletto Presidente dell'UEFA nel 1983, dopo la morte di Artemio Franchi, ed ha mantenuto questa carica fino al 1990; durante i suoi anni di governo venne presa la decisione di squalificare dalle Coppe europee (Coppa dei Campioni, Coppa delle Coppe e Coppa UEFA) tutti i club inglesi in seguito alla Strage dell'Heysel del 29 maggio 1985.
È morto il 25 febbraio del 2004 all'età di 87 anni.